# Château Nairac
Pour les articles homonymes, voir hôtel Nairac et Nairac.
Le château Nairac, est un domaine viticole situé à Barsac en Gironde. Le château a été inscrit Monument historique par arrêté du 13 septembre 2017. En AOC barsac, il est classé deuxième grand cru dans la classification officielle des vins de Bordeaux de 1855.

## Histoire du domaine
Le vignoble est fondé au milieu du XVIIe siècle par André Duranceau. Le domaine est ensuite acheté en 1759 par Élizabeth Prost, fille d'un planteur de la Saint-Domingue.
En 1777, il est revendu à Élisée Nairac (1734-1791), membre d'une famille d'armateurs bordelais durant la traite négrière. Le château actuel est bâti en 1786, sous la conduite de l'architecte André Mollié, collaborateur de l'architecte Victor Louis pour le Grand Théâtre de Bordeaux.  Élisée Nairac meurt en 1791 et deux de ses filles, Henriette (1765-1837) et Émilie (1766-1834) héritent du domaine. Elles restent célibataires, et dirigent le domaine jusqu’à leur décès.
Les héritiers Nairac vendent en 1837 à Bernard Capdeville, également propriétaire du château Broustet situé à environ 500 mètres du château Nairac. Les deux vignobles sont alors regroupés, sous le nom de Château Broustet-Nairac, et c'est sous la dénomination « Broustet-Nairac » qu'il fut classé deuxième cru en 1855.
La scission du domaine dans ses deux entités distinctes a ensuite lieu : pour Broustet à la fin du XIXe siècle, et pour Nairac en 1906 à M. Perpezat, négociant lorrain.
En 1966 le château fait l'objet d'une vente à un conseiller municipal de Bordeaux, qui le revendit en 1971 à l’américain Thomas Heeter et à son épouse Nicole Tari, elle-même fille du propriétaire de château Giscours. Depuis 1987, Nicole Tari-Heeter est la seule propriétaire du domaine et à partir de 1993, ses enfants Nicolas et Éloïse gèrent l’exploitation.
Le château est inscrit au titre des Monuments historiques par arrêté du 13 septembre 2017.

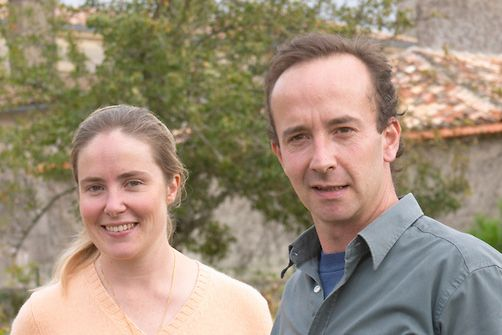
Éloïse et Nicolas Heeter-Tari, gérants du vignoble depuis 1993.

## Vignoble
L'encépagement est composé à 90 % de sémillon, 6 % de sauvignon blanc et 4 % de muscadelle.